# 結節性多動脈炎
結節性多動脈炎（Polyarteritis nodosa, PAN）是一種全身性的壞死血管炎，典型的侵犯對象為中型的小動脈，偶爾會影響到小型的動脈。
病人的症狀大多以全身的系統性症狀表現。可能影響的器官常見的包括腎臟、皮膚、關節、肌肉、神經和胃腸道，大多發生於成年人。
詳細的病因目前不明。